# Мужская сборная Греции по волейболу
Мужская национальная сборная Греции по волейболу (греч. Εθνική ομάδα πετοσφαίρισης Ελλάδος ανδρών) — представляет Грецию на международных соревнованиях по волейболу. Управляющей организацией выступает Греческая федерация волейбола (Ελληικη Ομοσπονδια Πετοσφαιρισησ — ЕОПЕ).

## История
Волейбол появился в Греции в 1922 году в афинском спортивном клубе «Панионис», где его пропагандистом был А.Лефкатидис. Большой вклад в развитие новой игры в стране внесли местные организации YMCA. Первые национальные соревнования мужских команд состоялись в 1925 году в Афинах, женских — в 1926 в Салониках. В 1949 в состав Международной федерации волейбола (ФИВБ) вступила Ассоциация спортивных клубов Греции (основана в 1925 году; объединила все спортивные клубы страны, в том числе волейбольные). В 1970 году была образована самостоятельная Греческая федерация волейбола.
Свой первый матч мужская сборная Греции провела 1 января 1952 года в Париже против сборной Франции и уступила 0:3. На официальной международной арене греческие волейболисты дебютировали в сентябре 1967, приняв участие в волейбольном турнире Средиземноморских игр, проходивших в Тунисе. На этом турнире греки один раз выиграли и четырежды проиграли, заняв в итоге 7-е место. Через месяц сборная Греции впервые была среди участников чемпионата Европы, где проиграла во всех 7 проведённых матчах. В последующие годы на континентальных первенствах греческая команда выступала без особого успеха, лишь раз (в 1987) став призёром чемпионата, выиграв «бронзу».
На своей домашней Олимпиаде в 2004 году сборная Греции единственный раз в своей истории выступала на олимпийском турнире. В своей группе предварительного этапа команда хозяев заняла 2-е место, но в четвертьфинале в упорнейшем 5-сетовом поединке уступила сборной США и выбыла из борьбы за награды.
На чемпионатах мира команда Греции выступала 5 раз. Лучший результат — 6-е место, занятое на домашнем мировом первенстве в 1994 году. 

## Результаты выступлений и составы

### Олимпийские игры
| - 1964 — не участвовала - 1968 — не участвовала - 1972 — не участвовала - 1976 — не квалифицировалась - 1980 — не участвовала - 1984 — не участвовала - 1988 — не квалифицировалась - 1992 — не участвовала | - 1996 — не квалифицировалась - 2000 — не квалифицировалась - 2004 — 5—8-е место - 2008 — не квалифицировалась - 2012 — не квалифицировалась - 2016 — не участвовала - 2020 — не участвовала - 2024 — не участвовала |

- 2004: Константинос Христофиделис, Мариос Юрдас, Теодорос Хадзиантониу, Василиос Курнетас, Гиоргиос Стефану, Антониос Цакиропулос, Николаос Румелиотис, Сотириос Панталеон, Илиас Лаппас, Андрей Краварик, Константинос Пруссалис, Теодорос-Златко Баев. Тренер — Стелиос Просаликас.

### Чемпионаты мира
| - 1949 — не участвовала - 1952 — не участвовала - 1956 — не участвовала - 1960 — не участвовала - 1962 — не участвовала - 1966 — не участвовала - 1970 — не квалифицировалась - 1974 — не квалифицировалась - 1978 — не участвовала - 1982 — не участвовала - 1986 — 13-е место | - 1990 — не квалифицировалась - 1994 — 6-е место - 1998 — 13—14-е место - 2002 — 7-е место - 2006 — 13—14-е место - 2010 — не квалифицировалась - 2014 — не квалифицировалась - 2018 — не квалифицировалась - 2022 — не квалифицировалась - 2025 — не квалифицировалась |

- 1998: Константинос Христофиделис, Мариос Юрдас, Теодорос Хадзиантониу, Илиас Грамматикопулос, Василиос Курнетас, Константинос Ангелидис, Гиоргиос Стефану, Антониос Цакиропулос, Михаил Христофоридис, Атанасиос Михалопулос, Теодорос Бозидис, Антониос Ковацеф, Василиос Митрудис. Тренер — Стелиос Казазис.
- 2002: Мариос Юрдас, Теодорос Хадзиантониу, Хрисантос Кириазис, Теодорос Бозидис, Василиос Курнетас, Христос Димитракопулос, Антониос Цакиропулос, Николаос Румелиотис, Гиоргиос Дракович, Сотириос Панталеон, Илиас Лаппас, Теодорос-Златко Баев. Тренер — Стелиос Просаликас.
- 2006: Константинос Христофиделис, Василиос Курнетас, Гиоргиос Стефану, Константинос Пруссалис, Иоаннис Кириакидис, Николаос Румелиотис, Николаос Смарагдис, Андреас Андреадис, Сотириос Панталеон, Илиас Лаппас, Андрей Краварик, Теодорос-Златко Баев. Тренер — Константинос Харитонидис.

### Мировая лига
| - 1990 — не участвовала - 1991 — не участвовала - 1992 — не участвовала - 1993 — 11—12-е место - 1994 — не участвовала - 1995 — 7—9-е место - 1996 — 10—11-е место - 1997 — не участвовала - 1998 — 10—12-е место - 1999 — не участвовала - 2000 — не участвовала - 2001 — 9—12-е место - 2002 — 9—12-е место - 2003 — 7—8-е место | - 2004 — 5—6-е место - 2005 — 7—9-е место - 2006 — не участвовала - 2007 — не участвовала - 2008 — не участвовала - 2009 — не участвовала - 2010 — не участвовала - 2011 — не участвовала - 2012 — не участвовала - 2013 — не участвовала - 2014 — не участвовала - 2015 — 25—27-е место (5—7-е в 3-м дивизионе) - 2016 — 27-е место (3-е в 3-м дивизионе) - 2017 — не участвовала |

### Чемпионаты Европы
| - 1948 — не участвовала - 1950 — не участвовала - 1951 — не участвовала - 1955 — не участвовала - 1958 — не участвовала - 1963 — не участвовала - 1967 — 20-е место - 1971 — 18-е место - 1975 — не квалифицировалась - 1977 — не квалифицировалась - 1979 — 12-е место - 1981 — не квалифицировалась - 1983 — 9-е место - 1985 — 7-е место - 1987 — 3-е место - 1989 — 10-е место - 1991 — 11-е место | - 1993 — не квалифицировалась - 1995 — 7-е место - 1997 — 11—12-е место - 1999 — не квалифицировалась - 2001 — не квалифицировалась - 2003 — 11—12-е место - 2005 — 5—6-е место - 2007 — 13—16-е место - 2009 — 7—8-е место - 2011 — не квалифицировалась - 2013 — не квалифицировалась - 2015 — не квалифицировалась - 2017 — не квалифицировалась - 2019 — 9—16-е место - 2021 — 21—24-е место - 2023 — 21—24-е место - 2026 — |

- 1987: Танасис Мустакидис, Гиоргос Дракович, Михалис Триантафилидис, Стелиос Казазис, Димитрис Казазис, Сотирис Амарьяннакис, Макис Димитриадис, Костас Маргаронис, Тасос Тендзерис, Димитрис Гонтикас, Яннис Николаидис, Вангелис Куцоникас. Тренер — Танасис Маргаритис.

### Евролига
- 2004 — не участвовала
- 2005 — не участвовала
- 2006 —  3-е место
- 2007 — 7—9-е место
- 2008 — 5—6-е место
- 2009 — 7—9-е место
- 2010 — 5—6-е место
- 2011 — 7—9-е место
- 2012 — 9—10-е место
- 2013 — не участвовала
- 2014 —  2-е место
- 2015 — 5-е место
- 2016 — не участвовала
- 2017 — не участвовала
- 2018 — не участвовала
- 2019 — 14-е место (2-е в Серебряной лиге)
- 2021 — не участвовала
- 2022 — не участвовала
- 2023 — не участвовала
- 2024 — не участвовала

- 2006: Эфстратиос Донас, Сотириос Цергас, Гиоргиос Стефану, Константинос Прусалис, Димитриос Ризопулос, Иоаннис Кириакидис, Николаос Румелиотис, Николаос Смарагдис, Андреас Андреадис, Сотириос Панталеон, Илиас Лаппас, Клеоменис Румелиотис. Тренер — Константинис Харитонидис.
- 2014: Митар Цуритис, Дмитрий Филиппов, Менелаос Коккинакис, Атанасиос Протопсалтис, Гиоргиос Дзиумакас, Никтас Эфраимидис, Яннис Такуридис, Панайотис Пелекудас, Рафаил Кументакис, Анестис Далакурас, Герасимос Канеллос, Николаос Ангелопулос. Тренер — Сотириос Дрикос.

### Средиземноморские игры
| - 1967 — 7-е место - 1971 — 3-е место - 1975 — 4-е место - 1979 — 2-е место - 1983 — 3-е место - 1987 — 5-е место - 1991 — 5-е место - 1993 — 4-е место | - 1997 — 6-е место - 2001 — 7-е место - 2005 — 7-е место - 2009 — 6-е место - 2013 — не участвовала - 2018 — 3-е место - 2022 — 7-е место |

### Балканиада
- 1-е место — 1980.
- 2-е место — 1982.
- 3-е место — 1983, 1990.

### Кубок весны
Мужская сборная Греции 4 раза (в 1980, 1981, 1982 и 1990 годах) побеждала в традиционном международном турнире Кубок весны (Spring Cup), который ежегодно (с 1962 для мужских и с 1973 для женских сборных команд) проводился по инициативе федераций волейбола западноевропейских стран.

## Состав
Сборная Греции в квалификации чемпионата Европы 2026 (2024 год)
| №  | Имя, фамилия           | Год рождения | Рост | Амплуа      | Клуб                        |
| -- | ---------------------- | ------------ | ---- | ----------- | --------------------------- |
| 1  | Ставрос Касампалис     | 1995         | 190  | связующий   | «Панатинаикос» Афины        |
| 4  | Фриксос Коцакис        | 1999         | 194  | нападающий  | «Милон Неас-Смирнис» Афины  |
| 5  | Спирос Хандринос       | 2001         | 200  | нападающий  | «Младост» Загреб            |
| 7  | Атанасиос Протопсалтис | 1993         | 185  | нападающий  | «Панатинаикос» Афины        |
| 10 | Димитриос Теодосис     | 2003         | 207  | центральный | «Милон Неас-Смирнис» Афины  |
| 11 | Димитриос Мухлиас      | 2001         | 200  | нападающий  | ПАОК Салоники               |
| 12 | Теодорос Вулкидис      | 1996         | 201  | нападающий  | «Панатинаикос» Афины        |
| 13 | Харалампос Андреопулос | 2001         | 188  | нападающий  | «Порто-Виро»                |
| 14 | Маркос Галиотос        | 1996         | 195  | связующая   | «Фридрихсхафен»             |
| 17 | Димитриос Дзиаврас     | 1999         | 176  | либеро      | «Олимпиакос» Пирей          |
| 19 | Ангелос Мандиларис     | 1998         | 200  | нападающий  | «Атлос Орестиадас» Орестиас |
| 21 | Митар Джурич           | 1989         | 211  | центральная | «Олимпиакос» Пирей          |
| 22 | Димостенис Линардос    | 1997         | 204  | центральный | «Милон Неас-Смирнис» Афины  |
| 37 | Александрос Раптис     | 2000         | 190  | нападающий  | «Ницца»                     |
| 70 | Аристидис Хандринос    | 2002         | 187  | либеро      | «Панатинаикос» Афины        |

- Главный тренер — Константинос Христофиделис.
- Тренеры — Георгиос Стефану, Константинос Карпатакис.